# Apple Cores
Apple Cores  ist ein Musikalbum des James Brandon Lewis Trio. Die 2024 im Orange Sound Studio, Chapel Hill, North Carolina, entstandenen Aufnahmen erschienen am 7. Februar 2025 auf Anti Records.

## Hintergrund
Der in New York lebende Tenorsaxophonist und Komponist James Brandon Lewis sei ein für unterschiedlicher Genres aufgeschlossen, notierte Antonio Poscic. So habe er mit seinem Red Lily-Quintett (For Mahalia, with Love) die Gospelmelodien der Sängerin und Aktivistin Mahalia Jackson in einer zeitgenössischen Jazz-Tonart neu interpretiert, die aggressiven Seiten des Free Jazz erkundet (Eye of I) und sei in Zusammenarbeit mit dem experimentellen Punk-Trio The Messthetics in die Tiefe der muskulösen Fusion-Musik eingetaucht. Obwohl Lewis selbst sein Album Days of FreeMan aus dem Jahr 2015 als spirituellen Vorläufer von Apple Cores bezeichnet, baut sein Trio-Album in erster Linie auf seinen jüngsten Werken auf, so Poscic. Der Saxophonist nahm das Album mit Chad Taylor (Schlagzeug) und Josh Werner (E-Bass und Gitarre) auf, mit denen er seit 2018 im Trio spielt und 2023 beim Newport Jazz Festival aufgetreten ist.
Fast alle Stücke sind vollständig von Lewis, dem E-Gitarristen/Bassisten Josh Werner und dem Schlagzeuger Chad Taylor improvisiert, mit Ausnahme einer Version von Ornette Colemans „Broken Shadows“. Bei vier Stücken wird das Trio durch den Gitarristen Guilherme Monteiro und den Perkussionisten Stephane San Juan ergänzt.

## Titelliste
- James Brandon Lewis: Apple Cores (Anti- – 88102-1)[4]

1. Apple Cores #1 2:50
2. Prince Eugene 4:52
3. Five Spots to Caravan 4:18
4. Of Mind and Feeling 2:41
5. Apple Cores #2 3:37
6. Remember Brooklyn & Moki 4:48
7. Broken Shadows (Ornette Coleman) 3:26
8. D.C. Got Pocket 4:56
9. Apple Cores #3 03:13
10. Don't Forget Jayne 3:41
11. Exactly, Our Music 3:22

Wenn nicht anders vermerkt, stammen die Kompositionen von Chad Edward Taylor, James Brandon Lewis und Josh David Werner.

## Rezeption
Insbesondere würde das neue Album die Fackel des wiederbelebten Jazzrocks weitertragen, der 2024 auf dem elektrisierenden Album The Messthetics and James Brandon Lewis entzündet wurde, dessen Punk-Energie nun jedoch in einen gefühlvollen Groove umgewandelt werde, schrieb Antonio Poscic in The Quietus. Dennoch könnten Chad Taylor und Josh Werner bei Bedarf genauso hart jammen wie die von Fugazi angetriebene Rhythmusgruppe von The Messthetics. Der Beweis ihrer Intensität stelle sich schnell ein, als sie in einem hermetisch geschlossenen Gleichschritt den treibenden Opener „Apple Cores #1“ ankündigen.

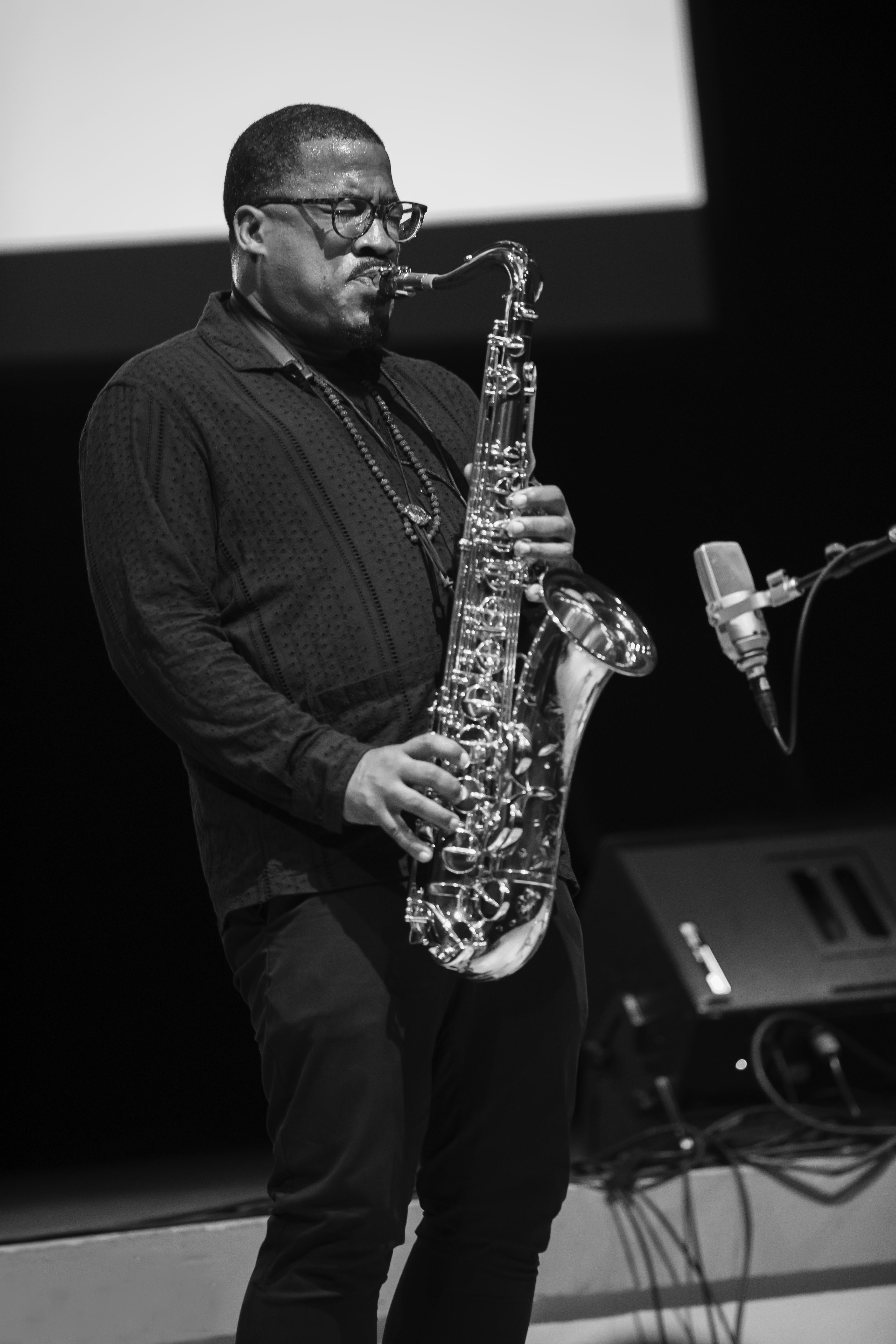
James Brandon Lewis auf dem Vision Festival 2024. Foto: Marek Lazarski

Obwohl das Album nach einer Reihe von Kolumnen benannt ist, die Amiri Baraka in den 1960er-Jahren für den Down Beat schrieb, ist es laut Poscic eine konzeptionelle Hommage an einen anderen Großen: Don Cherry mit Titeln wie „Remember Brooklyn & Moki“ und „Five Spots to Caravan“, die sich direkt auf das Leben und die Kunst des Trompeters beziehen. Eine ähnliche Vielfalt würde sich auch in Lewis‘ Musik widerspiegeln. Als gelehrter Mensch betrachte Lewis verschiedene historische und zeitgenössische Denk- und Einflussrichtungen und forme sie dann zu etwas Neuem um. „Broken Shadows“ etwa sei eine inspirierte Interpretation von Ornette Colemans Stück von 1971/1982, komplett mit schlängelnden Melodien und einer leichten Spur orientalischer Modi.
Phil Freeman (Stereogum/Ugly Beauty) stellt Apple Cores über „Remember Brooklyn & Moki“ vor, einen der Quintett-Tracks, der in seiner rücksichtslosen Mischung von Grooves fast an Bill Laswell erinnere. Werner und Taylor würden einen straffen Reggae-Groove hinlegen, während San Juan handgehaltene Perkussion und subtiles Congaspiel hinzufüge und Monteiro durch die Klanglandschaft gleite und eine leuchtende Atmosphäre schaffe. Lewis trage ein nachdenkliches Solo bei, „das wie ein Mann klingt, der langsam nach Hause geht und die Landschaft voller Zuneigung betrachtet.“
Obwohl das Trio auch etwas Funk und Hip-Hop verwende, bewege sich dieses Album im Wesentlichen in Richtung Avantgarde, meinte Jim Hynes (Glide). Das Album werde sowohl Amiri Barakas Texten als auch der Musik des Trompeters Don Cherry inspiriert und sei viel stärker auf Jazz ausgerichtet als Eye of the I. Getreu seinem Mantra habe James Brandon Lewis bei seinen Recherchen tief gegraben; jeder Songtitel sei ein Kryptogramm, das subtil auf Cherry und seine Musik verweise. Dies seien zwar keine Kompositionen von Cherry, sondern vielmehr Kommentare zu Cherrys musikalischer Neugier. „Five Spots to the Caravan“ sei ein Schlüsselstück, in dem das Trio den bahnbrechenden Avantgarde-Ansatz des Quartetts von Ornette Coleman mit Don Cherry, Charlie Haden und Billy Higgins um 1959 aufgreife. „Five Spot“ sei eine Anspielung auf den Club in New York, in dem Colemans Band debütierte, und „Caravan“ beziehe sich auf das Zentrum für darstellende Künste Caravan of Dreams in Colemans Heimatstadt Fort Worth, Texas [wo sie sich dreißig Jahre später wiedertrafen]. In „Remember Brooklyn and Moki“ zaubere Lewis dunkle Töne über Taylors eindringliche Beats und zolle damit Cherrys Frau, der schwedischen interdisziplinären Künstlerin Moki Cherry, und einem von Cherrys liebenswertesten Alben, „Where Is Brooklyn?“ aus dem Jahr 1969, Tribut.
Das Album gelangte auf Position 12 der Halbjahresliste (1/2025) des Francis Davis Jazz Critics Poll.